# Le Déluge (Michel-Ange)

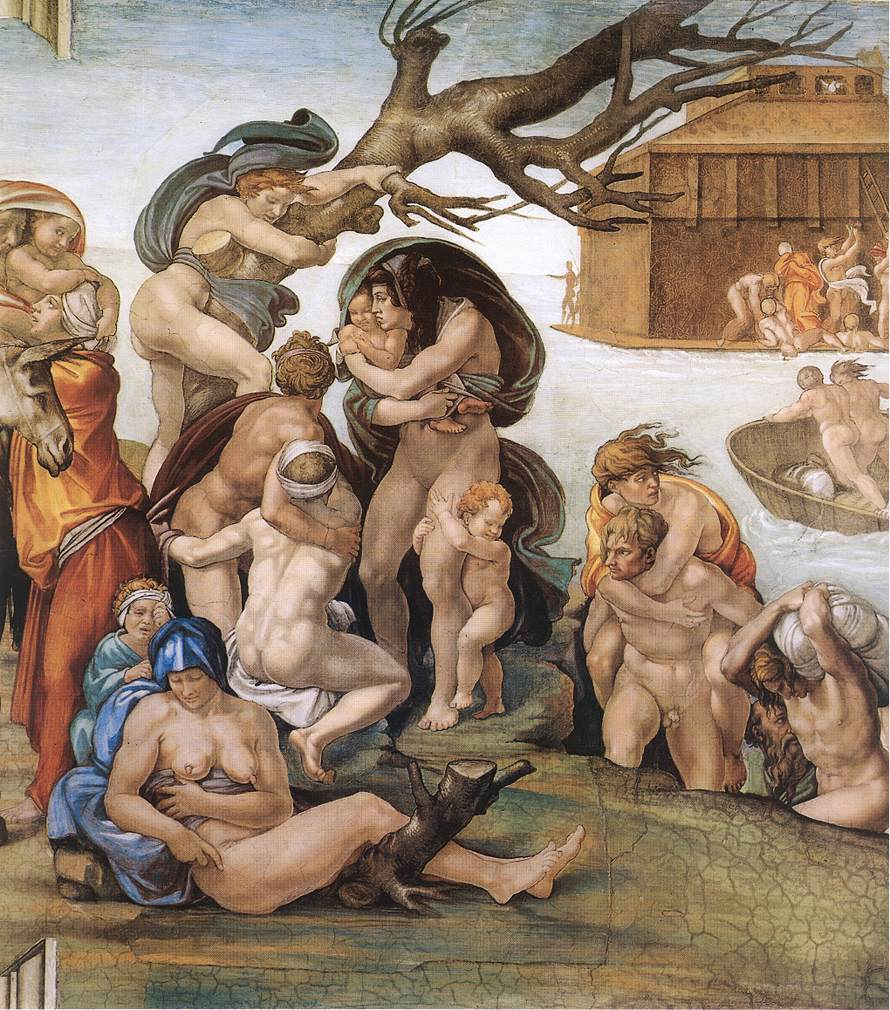
Détail.

Pour les articles homonymes, voir Le Déluge.

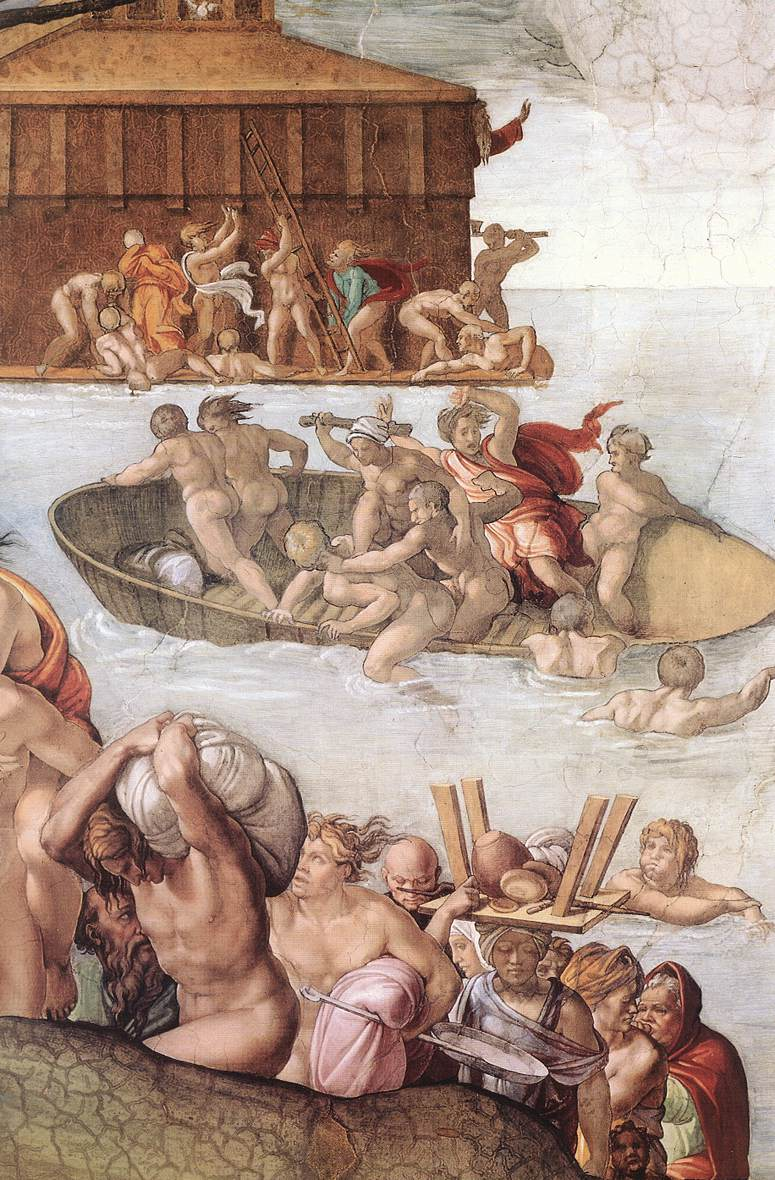
Détail.

Le Déluge est une fresque (280 x 560 cm) de Michel-Ange, datable vers 1508-1510 qui fait partie de la décoration du plafond de la chapelle Sixtine, dans les musées du Vatican à Rome. Elle a été commandée à l'artiste par Jules II.

## Histoire
Pour peindre la voûte, Michel-Ange commence par les travées près de la porte d'entrée utilisée lors des entrées solennelles du pontife et de son entourage, pour terminer par la travée au-dessus de l'autel. Le Déluge (Genèse 6, 5-8, 20) fait donc partie du premier bloc réalisé et, selon Ascanio Condivi, est la première scène à être peinte au plafond, ce qui a été confirmé par les restaurations de Mancinelli en 1993.
La scène montre une certaine disparité dans l'exécution qui confirme l'existence de problèmes techniques, dont une mauvaise composition du plâtre qui provoque des moisissures, et la présence de collaborateurs dans la phase initiale des travaux.
Dès la première découverte des fresques, Le Déluge reçoit des manifestations d'estime particulières. Vasari, par exemple, a écrit une description incisive : « dans la scène du Déluge, avec des tas d'hommes à la mort dans l'épouvante de ces jours qui cherchent par tous les moyens à sauver leur vie ; à leurs faces on voit que leur être est la proie de la mort autant que de l'effroi terrifiant et de l'abandon. Il y a des actes de pitié : des gens se tirent l'un l'autre au sommet d'un roc pour échapper. Un autre étreint un demi-mort en s'efforçant de le sauver ; la réalité n'est pas plus explicite » (Les Vies, 1568).
La fresque a été affectée par divers dommages, tels que des chutes (visibles dans la bande de ciel au centre d'une couleur différente) et de nombreuses fissures, notamment à l'occasion de l'explosion de la poudrière du château Saint-Ange en 1791.

## Description et style
Le Déluge fait partie des neuf Histoires de la Génèse. C'est l'avant-dernière de la série, au milieu des trois Histoires de Noé figurant dans les derniers panneaux. Ces scènes constituent une mosaïque des histoires de l'humanité « ante legem », c'est-à-dire avant Moïse (dont les histoires se retrouvent dans les panneaux des murs peints par des artistes du XVe siècle). Chacune de ces scènes de la Genèse a également une lecture à rebours liée à la préfiguration de la Semaine Sainte, dont les célébrations solennelles ont lieu dans la chapelle et comprennent une procession de l'entrée cérémonielle à l'autel. Dans ce système de concordance, le déluge représente le baptême du Christ : de même que l'eau du baptême efface les péchés, l'eau du déluge nettoie le monde des pécheurs. L'Arche de Noé est un symbole de l'Église elle-même : elle est faite de bois, comme le bois de la Croix, et, de même, est un moyen de salut.
Contrairement aux scènes suivantes, une soixantaine de personnages relativement petits sont représentés. Ces personnages, souvent nus, sont regroupés et répartis selon des lignes diagonales qui accentuent la profondeur de la perspective. Selon l'interprétation de l'épisode fournie par Hugues de Saint-Victor, l'humanité est divisée en trois groupes humains, chacun visible dans la fresque de Michel-Ange. Les justes trouvent une place dans l'arche (donc dans l'Église) et y trouvent le salut ; les réprouvés essaient de l'attaquer ; le reste du peuple, bien que n'étant pas méchant, est perdu à cause de son attachement aux choses du monde, ce qui entraînera sa fin. Ces derniers constituent le groupe de personnes au premier plan qui cherchent refuge sur la terre ferme, transportant ostensiblement leurs biens : certains essaient de grimper aux arbres, d'autres ont soit leurs enfants, soit des membres de leur famille sur le dos. Ils comprennent également les personnages sur l'îlot de droite, où se détache le groupe en mouvement du parent âgé, portant le corps épuisé de son fils dans ses bras avec une force titanesque et dans un grand effort. Il semble que ces personnages sont conscients de leur sort, l'acceptant péniblement mais avec résignation, essayant plutôt d'aider autant que possible, les plus faibles.
Les réprouvés, en revanche, sont également visibles sur le bateau au centre, car ils se battent les uns contre les autres pour empêcher certains de s'embarquer et de risquer de couler ; un autre groupe tente de prendre d'assaut l'arche, avec une échelle ou une hachette pour déchirer la coque. Mais rien ne semble déranger le bateau grandiose, semblable à une citadelle, sur lequel la colombe du Saint-Esprit est déjà descendue. Noé, à gauche, regarde pour voir le signe divin d'un rayon de soleil, au centre du ciel, semblable à un disque d'or.
Le Déluge n'est pas un sujet courant, celui d'Uccello à Florence est le précédent le plus connu; mais Michel-Ange ne le traite pas de la même manière : il n'insiste pas tant sur la punition divine que sur l'impuissance de l'homme et sa condition désespérée si, en abandonnant Dieu, il se prive du salut.
Les cinq premiers « jours » (sur un total de vingt-neuf) concernent les personnages de l'îlot de droite, qui sont soit exécutés à sec (les deux personnages au premier plan à droite du canon), soit en tout cas, pas « a buon fresco » (le jeune nu couché au centre). Après cela, des disputes avec les assistants ont dû avoir lieu, qui ont été licenciés, et l'artiste doit procéder seul, à « buon fresco ». Parmi ces scènes, certaines ont une plus grande fraîcheur, interprétées par le maître, tandis que d'autres sont plus maladroites, liées au souci de suivre attentivement le dessin du carton, avec un modelage plus faible et moins de richesse dans les coups de pinceau.
Les différences qualitatives ne sont toutefois pas suffisantes pour atténuer l'effet de grande inventivité de la composition..

## Analyse
Michel-Ange, dans sa représentation du Déluge, suit le texte biblique (Genèse 7,7-20) : les eaux ont soulevé au-dessus de la terre l'arche qu'il représente à l'arrière-plan, et recouvrent déjà presque entièrement, à gauche et à droite, les montagnes sur lesquelles tentent de se sauver les hommes désemparés. La colombe évoquée dans la Génèse (8,8-12), et dont l'absence avait annoncé la fin du Déluge à Noé et à sa famille, apparait sur le toit de l'arche. La présence de cette colombe et d'autres oiseaux a fait supposer à Hatfield (1991) que Michel-Ange se serait inspiré de la Bible malermienne de 1490. 

## Galerie d'images

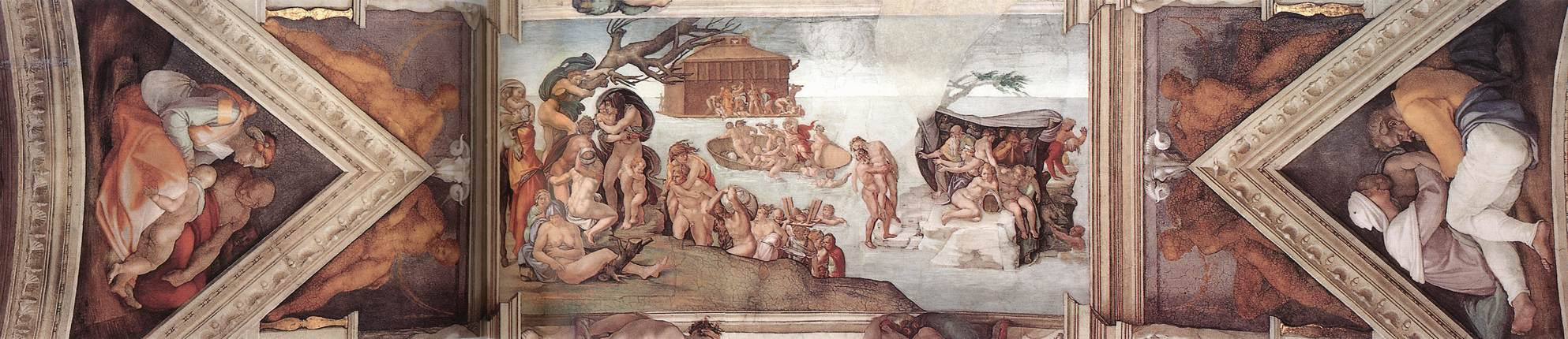
La deuxième travée
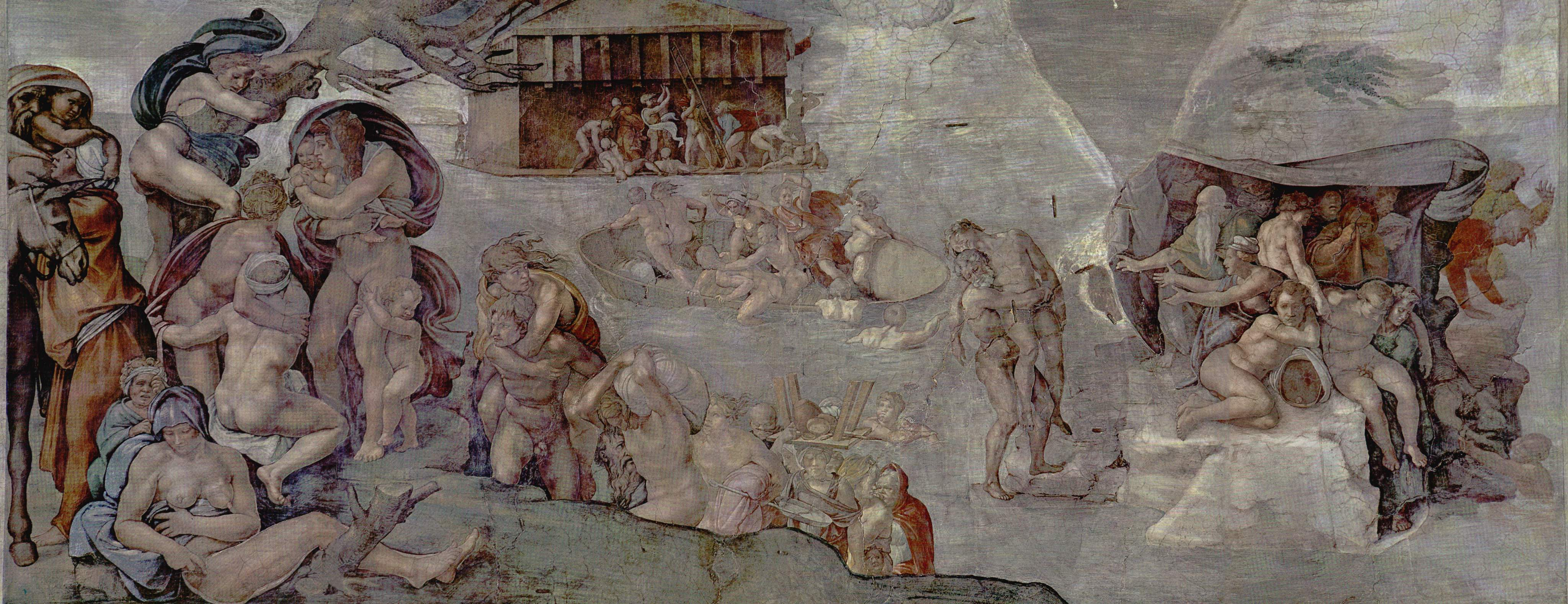
Avant la restauration
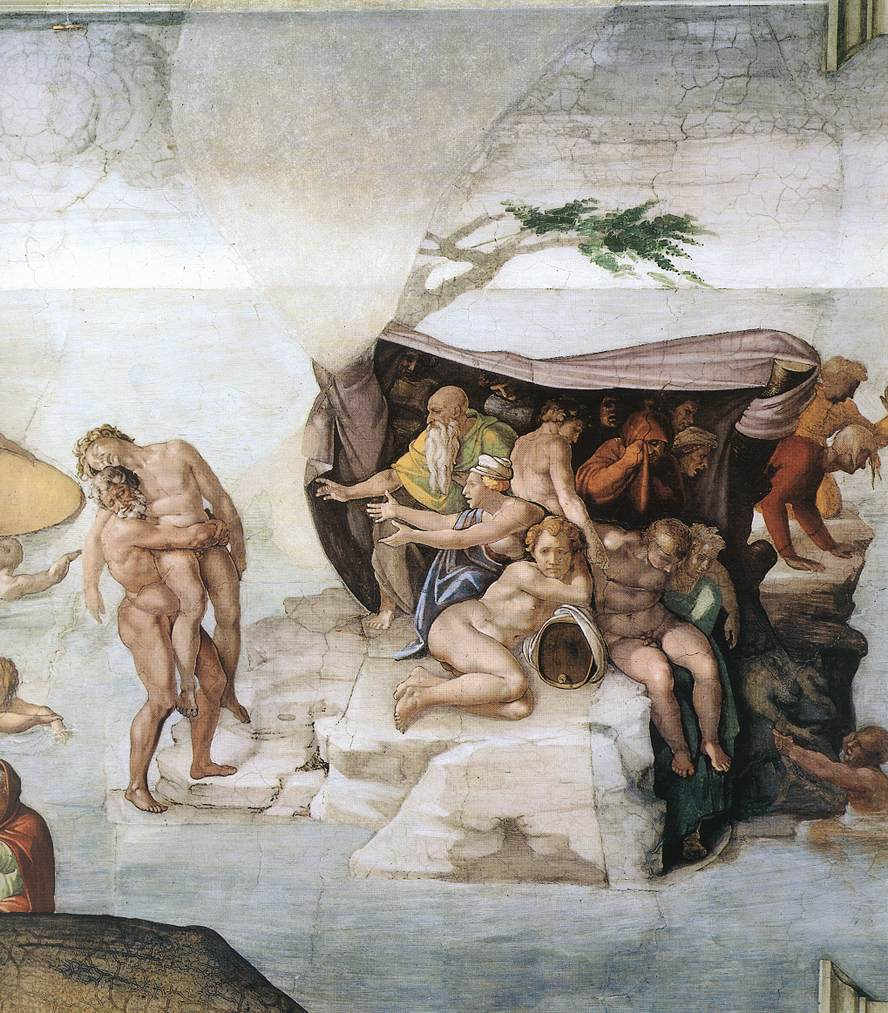
Détail
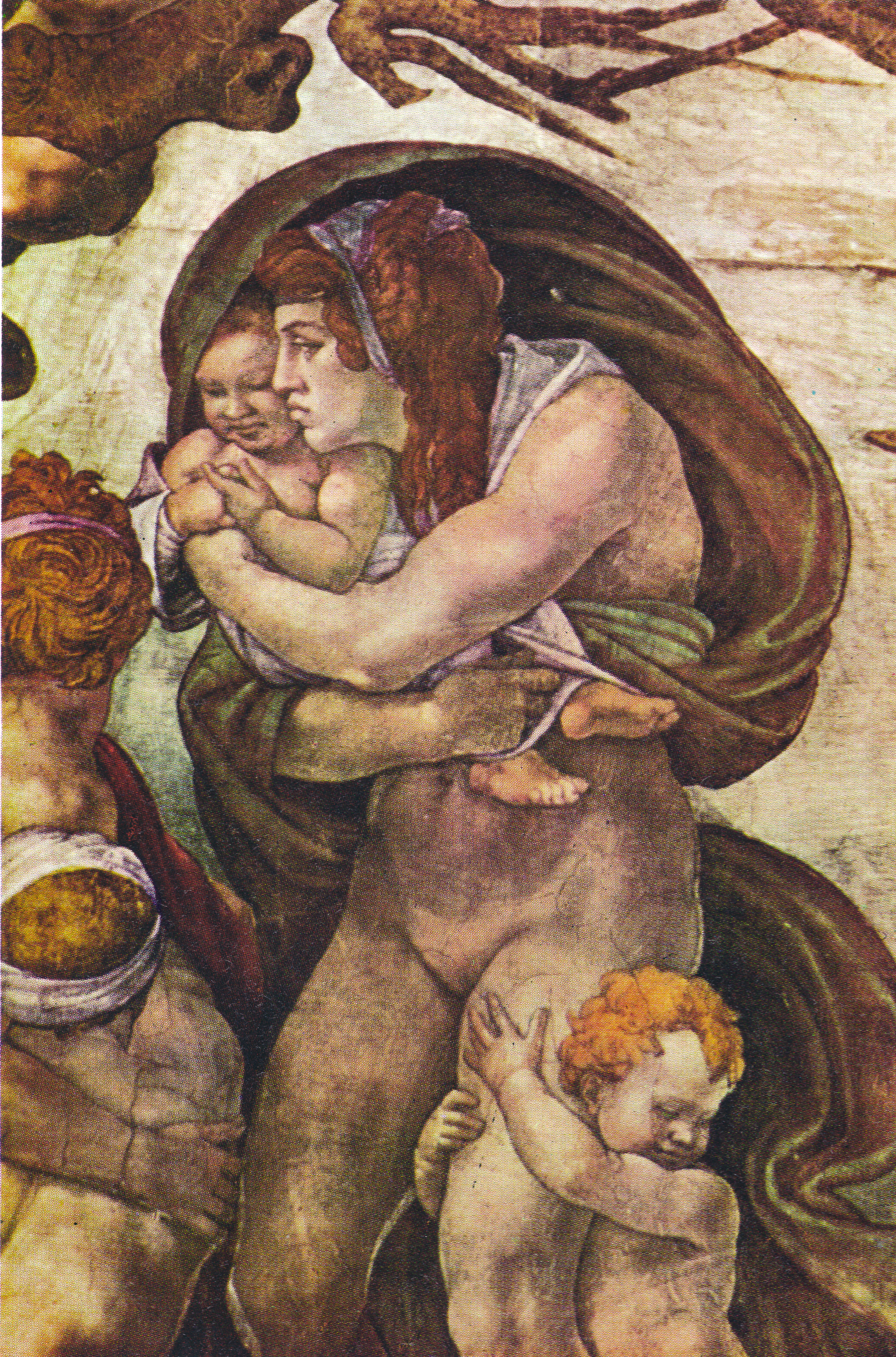
Détail